# 萊拉·阿利耶娃
萊拉·伊利哈姆克济·阿利耶娃（1984年7月3日—）是阿塞拜疆总统伊利哈姆·阿利耶夫的女兒和蓋達爾·阿利耶夫基金會副主席。她也是时尚雜誌Baku的主編。

### 學歷
和她父亲一樣，她是莫斯科國立國際關係學院的校友。2006年至2008年，阿利耶娃在莫斯科國立國際關係學院修读国际关系的碩士课程。